# Hugo VIII. von Lusignan
Hugo VIII. von Lusignan (* um 1106; † 1173 in Aleppo), genannt „der Alte“ (le Vieux), war Herr von Lusignan und Kreuzritter.
Er war der Sohn von Hugo VII. von Lusignan und dessen Frau Sarrasine von Lezay.
Aus der um 1140 geschlossenen Ehe mit Bourgogne († 1169), einer Tochter des Gottfried I. von Rancon, gingen 7 Kinder hervor:
- Hugo von Lusignan, (* 1141; † 1169), 1165 Regent von Lusignan; Vater von Hugo IX. von Lusignan, Herr von Lusignan und Graf von La Marche
- Robert von Lusignan († jung, um 1150)
- Guido von Lusignan († 1194), 1186–1192 König von Jerusalem, 1192–1194 König von Zypern
- Amalrich I. (* 1145; † 1205), 1194–1205 König von Zypern, als Amalrich II. 1197–1205 König von Jerusalem
- Gottfried von Lusignan, (* 1149; † 1224) 1191–1193 Graf von Jaffa und Askalon
- Peter von Lusignan, vermutlich Priester
- Wilhelm von Lusignan (* nach 1163; † vor 1208), Herr von Valence

Auf einem Kreuzzug geriet er im Heiligen Land in der Schlacht von Artah am 10. August 1164 in die Gefangenschaft Nur ad-Dins, der ihn in Aleppo einkerkerte. Er verblieb in Gefangenschaft, bis er wohl 1173 starb. Sein Sohn Hugo vertrat ihn in der Heimat, starb aber 1169, noch bevor ihm der Tod seines Vaters berichtet wurde. So wurde wiederum dessen Sohn Hugo, also ein Enkel von Hugo VIII. dessen amtlicher Nachfolger als Hugo IX., Herr von Lusignan und Graf von La Marche.